# Biosorció
La biosorció és un procés fisicoquímic que ocorre de manera natural en certes biomasses i que permet concentrar i lligar contaminants a la seva estructura cel·lular de manera passiva. Encara que la utilització de biomassa en processos de remediació mediambiental ha estat una pràctica comuna des de fa temps, els científics i els enginyers preveuen que aquest fenomen proporcionarà una alternativa econòmica per extreure metalls pesants tòxics d'aigües residuals industrials.

## Usos mediambientals
La contaminació interacciona de manera natural amb els sistemes biològics. Actualment aquest procés està fora del control dels humans, afectant qualsevol entitat biològica en la gamma d'exposició. Els contaminants més problemàtics inclouen metalls pesants, plaguicides i altres compostos orgànics que poden ser tòxics per a la flora i fauna i pels éssers humans en concentració baixa. Ja existeixen mètodes de remediació, però són cars o ineficaços. Tanmateix, un extens procés de recerca científica ha observat que una varietat ampla de residus generalment rebutjats que inclouen closques d'ous, ossos, torba, fongs, algues, llevats i peles de pastanaga poden extreure ions de metall pesants tòxics d'aigues contaminades amb eficiència. Els ions de metalls com el mercuri poden reaccionar amb l'entorn per formar compostos nocius com ara el metilmercuri, un compost tòxic per éssers humans. A més a més, la biomassa absorbent, o els biosorbents, també poden ectreure altres metalls nocius com arsènic, plom, cadmi, cobalt, crom i urani. La biosorció podria ser utilitzada com una tècnica de filtració respectuosa amb el medi ambient.
La idea d'utilitzar biomassa com a eina de remediació mediambiental va aparèixer a la primeria de la dècada de 1900 quan Arden i Lockett van descobrir certs tipus de cultius bacterians capaços de recuperar nitrogen i fòsfor d'aigües residuals quan aquestes es barrejaven en un tanc d'aeració. Aquest descobriment es va conèixer posteriorment com el procés de fangs actius que es basa en el concepte de la bioacumulació i és encara àmpliament utilitzat en plantes de tractament de les aigües residuals avui en dia. No va ser fins a la darreria dels 70 quan els científics es van adonar de la característica segrestant de la biomassa morta, fet que va resultar en un canvi en la recerca de la bioacumulació cap a la biosorció.

## Diferències entre biosorció i bioacumulació
Encara que la bioacumulació i la biosorció són termes de vegadesutilitzats com a sínonims, són molt diferents en la manera en què segresten els contaminants:
La biosorció és un procés metabòlic passiu, és a dir, no requereix energia, i la quantitat de contaminants un biosorbent pot extreure depèn de l'equilibri cinètic i la composició de la superfície cel·lular del biosorbent. Els contaminants són adsorbits a l'estructura cel·lular.
La bioacumulació és un procés metabòlic actiu que fa servir energia d'un organisme viu i requereix respiració.
Tant la bioacumulació com la biosorció ocorren naturalment en tots els ésser vius; tanmateix, en un experiment controlat conduït en soques vives i mortes de bacillus sphaericus es va observar que el biosorció d'ions de crom era un 13–20% més alta per part de les cèl·lules mortes que per part de les cèl·lules vives.
En termes de remediació mediambiental, la biosorció és preferible a la bioacumulació perquè ocorre més ràpidament i pot arribar a concentracions més altes. Com que els metalls s'uneixen a la superfície cel·lular, la biosorció és un procés reversible mentre que la bioacumulació és només parcialment reversible.

## Factors de rendiment
Com que la biosorció és limitada per l'equilibri cinètic, és en gran part influïda pel pH, la concentració de biomassa i la interacció entre ions diferents metàl·lics.
Per exemple, en un estudi de l'extracció de pentaclorofenol (PCP) utilitzant diferents soques de biomassa fungal, a mesura que el pH va canviar de pH baix a pH alt (acídic a bàsic) la quantitat d'extracció va minvar per a la majoria de les soques, tanmateix una de les soques no va ser afectada pel canvi. En un altre estudi de l'extracció de coure, zinc i ions de níquel fent servir un compòsit biosorbent a mesura que el pH va augmentar de baix a alt es va afavorir l'extracció d'ions de coure respecte als ions de zinc i de níquel.

## Usos comuns

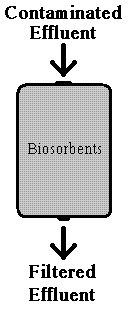
Una columna de sorció que fa servir biosorbents.

Encara que el terme biosorció pot ser relativament nou, ha estat emprat per a moltes aplicacions durant molt de temps. Un ús àmpliament conegut de la biosorció és trobat en els filtres de carbó actiu. Poden filtrar aire i aigua mitjançant la unió dels contaminants a la seva superfície increïblement porosa i de gran d'àrea específica. L'estructura del carbó actiu és generada com a resultat de tractar el caliu amb oxigen.

## Biosorció en la indústria
Molts efluents industrials contenen metalls tòxics que han de ser extrets. L'extracció pot ser acomplerta amb tècniques de biosorció. És una alternativa a utilitzar resines de bescanvi iònic artificials, les quals costen deu vegades més que els biosorbents. El cost és tant menor, perquè el biosorbents utilitzats són sovint residus de granges o són molt fàcils de regenerar, com en el cas de les algues.
La biosorció industrial es fa sovint emprant columnes de sorció. L'efluent que conté ions de metalls pesants és alimentat a una columna per la part superior. Els biosorbents absorbeixen els contaminants i deixen sortir l'efluent lliure d'ions pel fons. El procés pot ser invertit per recollir una solució altament concentrada de contaminants metàl·lics. Llavors els biosorbents llavors poden ser re-utilitzats o reemplaçats.